# Ядловский, Клавдий Игоревич
Клавдий Игоревич Ядловский (род. 1 апреля 1934, Хмельницкий, УССР, СССР) — русский и украинский фехтовальщик, тренер. Мастер спорта СССР (1955). Заслуженный тренер СССР, Заслуженный тренер Эстонии и России. Кандидат педагогических наук.

## Биография
Родился в 1934 году в городе Хмельницкий на Украине. Его дедом по материнской линии был заслуженный мастер спорта Пётр Антонович Заковорот - участник Олимпийских Игр 1900 года по фехтованию, в составе команды Российской Империи. 
В ранней юности занимался каратэ, впоследствии перешёл на бокс. Был чемпионом СССР среди юношей. Однажды получил травму и, по запрету врачей, не мог боксировать в течение трёх месяцев. После этого переключился на фехтование и попал в знаменитую львовскую школу фехтования под руководством тренера Вадима Алексеевича Андриевского.
Выступал за ДСО «Буревестник» и сборную УССР.  Был членом сборной СССР по шпаге в 1955 -1956 гг. 
С 1958 года на тренерской работе. По приглашению председателя Союза спортивных обществ и организаций ЭССР Бориса Толбаста, в 1960 году переехал из Львова в Таллинн. Многие годы работал старшим тренером Эстонского совета ВФСО «Динамо». Был тренером сборной СССР по шпаге и старшим тренером ШВСМ и сборной Эстонии по фехтованию. 
Подготовил чемпионов Олимпийских игр, мира, Европы и СССР. Среди прочих: Валерий Пичужкин, Павел Леднёв, Стасис Шапарнис, Ханна Сельг,  Светлана Чиркова, Георгий Зажицкий, Яан Веанес, Борис Иоффе, Валерий Россар, Виктор Латышев, Андрес Лийвак, Виктор Кирпу, Кайдо Куур, Игорь Чикинев, Хеймо Таливее, Коста Болиев, Сергей Качурин.
Во многих странах его ученики, став тренерами, добились высоких результатов. Например: Игор Чикинёв, Валерий Романов, Георгий Зажицкий, Виктор Кирпу, Тыну Нурк, Сергей Губарев, Алексей Черемский и др. В Норвегии Клавдий Ядловский подготовил свыше десяти тренеров. А также передал свой опыт тренерам Эстонии, Израиля, России, Украины, США и др.
Вместе с тем, ему почти всегда отказывали в выезде за границу. За долгие годы тренерской работы Клавдий побывал лишь в Германии и Финляндии.  После распада СССР Ядловский поехал по приглашению на тренерскую работу в Норвегию. Имеет два гражданства: российское и норвежское, а также вид на жительство в Эстонии.
Является основателем Международного турнира FIE «Таллиннский меч», возглавляет Клуб фехтования в Осло.
В Норвегии у тренера много заслуг. Его ученик Стюрле Торкилдсен занял 3-е место на Чемпионате Европы и квалифицировался на Олимпийские игры. Фредрик Бакер становился призером первенств мира и Европы. Юнас Нордби, чемпион Норвегии, защитил докторскую степень.
В конце 2019 года на турнире "Таллинский меч", при участии около 350 спортсменов со всего мира, Ядловскому была вручена медаль лучшего тренера  - Президентом фехтования Эстонии.
В 2021 году, на Летних Олимпийских Играх в Токио эстонская школа фехтования вновь подтвердила свой класс. Эстонские шпажистки выиграли золотые медали в командном турнире.

## Публикации
- Ядловский, К. И. Оценка и регуляция оперативного состояния квалифицированных фехтовальщиков на шпагах[4].